# 마이크로타깃팅
마이크로타깃팅(microtargeting)은 정당 및 예측 시장 세분화(일명 클러스터 분석)를 포함하는 직접 마케팅 데이터 마이닝 기법의 선거 캠페인을 뜻하는 용어다. 마이크로 타겟팅은 개별 유권자를 추적하고 잠재적인 지지자를 식별하기 위해 미국 공화당과 민주당의 정당과 후보(특히, 2012년 미국 대통령 선거 당시 버락 오바마 후보)에 의해 사용되었다.

## 방법
극도로 세분화된 유권자 집단을 분석하고, 기금 모금, 캠페인 이벤트, 자원 봉사 활동에 대한 요청 또는 메시지, 메일, 전화, 가정 방문, 텔레비전, 라디오, 웹 광고, 이메일, 문자 메시지 등 다양한 방법을 통해 후보자의 유세를 한다.

## 역사

### 2012년 미국 대통령 선거
당시 민주당의 대통령 후보였던 버락 오바마는 2008년 미국 대통령 선거에서 등장한지 얼마 안된 SNS를 적극 활용하여 대통령에 당선될 수 있었다. 버락 오바마는 2012년 재선에 출마하며 SNS의 사용자수와 아이폰의 사용자수가 급증했다는 사실에 주목하여 오바마 캠프의 테크놀로지 팀 CTO로 하퍼 리드를 영입하고, 빅데이터를 이용해 유권자들을 대상으로 마이크로 타겟팅을 시행한 결과 대통령 재선에 성공할 수 있었다.

## 같이 보기
- 하둡
- 빅 데이터
- 데이터 마이닝
- 통계학